# Ternate (Philippines)
Pour les articles homonymes, voir Ternate.
Ternate (Philippines) est une municipalité de la province de Cavite, aux Philippines.